# Sestřelení
Slovo sestřelení označuje aktivitu, kdy je cíl zasažen výstřelem a tím poškozen, zničen, zabit nebo vyveden z rovnováhy a následně padá nebo klesá
 důsledkem působení volného pádu. Příkladem sestřelení je letecký sestřel.

## Vybrané typy sestřelení
- Letecký sestřel, nejčastěji letadla (ale i vrtulníku, střely, dronu, družice apod.).
- Sestřelení živého cíle ve vzduchu (např. dravého ptáka při lovu).
- Sestřelení pozemního cíle na střelnici (např. plechovky, sklopné figuríny).
- Sestřelení z vodní hladiny (např. sestřelení hmyzu proudem vody stříkouna lapavého).
- Sestřelení jako nespisovně odmítnutí nebo zabránění přijetí něčeho (např. sestřelení návrhu zákona opozicí).

## Medializované vojenské sestřely
- Sestřelení špionážního letu U-2 1. května 1960.
- Sestřelení letu Korean Air 007 1. září 1983.
- Sestřelení letu MH17 17. července 2014.

## Filmy s tematikou sestřelu
- Černý jeřáb sestřelen (2001)